# 1512
| [ Edytuj tabelę ]                          | |
| Król Polski                                | - 1507 Zygmunt I Stary 1548 |
| Współksiążęta Andory                       | - 1472 Pere de Cardona 1512 - 1483 Katarzyna z Nawarry 1512 - 1484 Jan III 1516                                                                                             |
| Król Anglii                                | - 1509 Henryk VIII 1547 |
| Król Aragonii i Walencji, hrabia Barcelony | - 1479 Ferdynand Aragoński 1516 |
| Władca Azteków                             | - 1502 Montezuma II 1520 |
| Elektor Brandenburgii                      | - 1499 Joachim I Nestor 1535 |
| Książę Bawarii                             | - 1508 Wilhelm IV 1550 |
| Sułtan Brunei                              | - 1473 Bolkiah 1521 |
| Cesarz Chin                                | - 1505 Zhengde 1521 |
| Król Czech                                 | - 1490 Władysław II Jagiellończyk 1516 |
| Król Danii                                 | - 1481 Jan Oldenburg 1513 |
| Dalajlama                                  | - 1475 Gendun Gjaco 1541 |
| Władca Egiptu                              | - 1501 Kansuh al-Ghauri 1516 |
| Cesarz Etiopii                             | - 1508 Lybne Dyngyl 1540 |
| Król Francji                               | - 1498 Ludwik XII 1515 |
| Szach Iranu                                | - 1501 Isma’il I 1524 |
| Władca Inków                               | - 1493 Huayna Capac 1527 |
| Lord Irlandii                              | - 1509 Henryk VIII Tudor 1542 |
| Cesarz Japonii                             | - 1500 Go-Kashiwabara 1526 |
| Kalif                                      | - 1508 Al-Mutawakkil III 1517 |
| Król Kastylii i Leónu                      | - 1506 Ferdynand Aragoński 1516 |
| Patriarcha Konstantynopola                 | - 1504 Pachomiusz I 1513 |
| Władca Korei                               | - 1506 Chungjong 1544 |
| Wielki książę litewski                     | - 1506 Zygmunt I Stary 1548 |
| Sułtan Maroka                              | - 1505 Muhammad al-Burtukali 1524 |
| Książę Mediolanu                           | - 1512 Maksymilian 1515 |
| Senior Monako                              | - 1505 Lucjan 1523 |
| Wielki książę moskiewski                   | - 1505 Wasyl III 1533 |
| Król Nawarry                               | - 1484 Katarzyna z Nawarry i Jan d’Albret 1516 |
| Król Norwegii                              | - 1483 Jan Oldenburg 1513 |
| Sułtan Omanu                               | - 1500 Muhammad ibn Isma’il 1529 |
| Elektor Palatynatu                         | - 1508 Ludwik V 1544 |
| Papież                                     | - 1503 Juliusz II 1513 |
| Król Portugalii                            | - 1495 Manuel I 1521 |
| Cesarz Rzymski (niemiecki)                 | - 1493 Maksymilian I Habsburg 1519 |
| Kapitanowie Regenci San Marino             | - 1511 Antonio di Girolamo Giovanni di Cristoforo Vita 1512 - 1512 Andrea Giangi Marino di Severo 1512 - 1512 Leonardo di Giovanni Belluzzi Sammaritano di Andrea Tini 1513 |
| Elektor Saksonii                           | - 1486 Fryderyk I Mądry 1525 |
| Król Szkocji                               | - 1488 Jakub IV 1513 |
| Król Szwecji                               | - 1504 Svante Nilsson Sture 1512 - 1512 Eryk Trolle 1512 - 1512 Sten Sture Młodszy Svantesson 1520                                                                          |
| Król Tajlandii                             | - 1491 Ramathibodi II 1529 |
| Sułtan Turków                              | - 1481 Bajazyd II 1512 - 1512 Selim I Groźny 1520 |
| Doża Wenecji                               | - 1501 Leonardo Loredano 1521 |
| Król Węgier                                | - 1490 Władysław II 1516 |
| Cesarz Wietnamu                            | - 1509 Lê Tương Dực 1516 |
| Wielki mistrz zakonu krzyżackiego          | - 1510 Albrecht Hohenzollern 1525 |

Rok 1512 / MDXII
stulecia: XV wiek ~
XVI wiek ~
XVII wiek

lata: 1502 «
1507 «
1508 «
1509 «
1510 «
1511 «
1512
» 1513
» 1514
» 1515
» 1516
» 1517
» 1522

## Wydarzenia w Polsce
- 8 lutego – (lub 12 lutego) – w katedrze wawelskiej odbył się ślub króla Zygmunta I Starego i Barbary Zápolyi, która została również koronowana na królową Polski.
- 14 lutego-28 lutego – w Krakowie obradował sejm[1].
- 28 kwietnia – bitwa pod Wiśniowcem: hetman wielki litewski Konstanty Ostrogski pokonał Tatarów.
- 11 listopada-19 grudnia – w Piotrkowie obradował sejm[2].
- w Wilnie obradował Sejm Wielkiego Księstwa Litewskiego[3].
- Mikołaj Kopernik wraz z kapitułą fromborską złożył przysięgę wierności królowi Polski Zygmuntowi I.

## Wydarzenia na świecie
- 11 kwietnia – w bitwie pod Rawenną wojska francuskie pokonały koalicję Świętej Ligi.
- 23 kwietnia – zawarto pokój w Malmö między Danią a Lubeką.
- 3 maja – rozpoczął się Sobór laterański V.
- 19 października – Marcin Luter uzyskał stopień Doctor Theologiae.
- 31 października – odsłonięcie wykonanego przez Michała Anioła na zamówienie papieża Juliusza II fresku zdobiącego sklepienie kaplicy Sykstyńskiej.
- 1 listopada – freski Michała Anioła zdobiące sklepienie kaplicy Sykstyńskiej po raz pierwszy pokazane zostały publicznie.
- 27 grudnia – ogłoszono Prawa z Burgos (hiszp. Leyes de Burgos), pierwszy skodyfikowany zbiór praw regulujący postępowanie Hiszpanów w Ameryce.
- Portugalski żeglarz Pedro Mascarenhas odkrył Maskareny i Czagos.
- Portugalski żeglarz Francisco Serrão odkrył Moluki.
- Korea wznowiła wymianę handlową z Japonią.
- Janczarzy dokonali przewrotu w Turcji i wynieśli na tron sułtański Selima I.
- Wybuchła dziesięcioletnia wojna litewsko-moskiewska.

## Urodzili się
- 31 stycznia – Henryk I Kardynał, król Portugalii (zm. 1580)
- 5 marca – Gerard Merkator, flamandzki matematyk i geograf, prekursor współczesnej kartografii (zm. 1594)
- data dzienna nieznana: 
  - Gotfryd z Melveren, belgijski franciszkanin, męczennik, święty katolicki (zm. 1572)
  - Marcin Kromer, polski historyk i kronikarz, biskup warmiński (zm. 1589)

## Zmarli
- 22 lutego – Amerigo Vespucci, włoski podróżnik i odkrywca (ur. 1454)
- 29 marca – Łukasz Watzenrode, biskup warmiński, dyplomata, mecenas sztuki i nauki (ur. 1447)
- 11 kwietnia – Gaston de Foix, książę de Nemours, francuski dowódca wojskowy z okresu wojen włoskich (ur. 1489)
- 2 sierpnia – Alessandro Achillini, filozof włoski (ur. 1463)
- 5 października – Zofia Jagiellonka, królewna polska, księżniczka litewska, margrabina brandenburska na Ansbach i Bayreuth (ur. 1464)